# Workers & Resources: Soviet Republic
Workers & Resources: Soviet Republic ist eine Städtebau- und Aufbausimulation, die von 3Division entwickelt und 2019 von Hooded Horse veröffentlicht wurde. Das Spiel ist im Einzelspieler-Modus als Open-End-Städtebausimulation konzipiert und in der Sowjetunion der 1960er bis 1990er Jahren angesiedelt.
Die Akteure befassen sich mit Stadt- und Industrieplanung, indem sie verschiedene Gebäudetypen errichten und verschiedene Arten von Infrastrukturen wie Bus-, Schienen-, Strom- und Heizungssysteme für Stadt- und Industriegebiete planen. Neben Aspekten der Wirtschaftssimulation wie Logistik, Produktionsniveau, Import und Export von Ressourcen ist die Sicherstellung der Grundbedürfnisse der Einwohner, aber auch die Budgetverwaltung und die Beschäftigungspolitik ein zusätzlicher Faktor.
Workers & Resources: Soviet Republic wurde auf der Grundlage des bisherigen Erfolgs anderer ähnlicher Spiele des Genres entwickelt, darunter Cities: Skylines und Transport Fever. Im Gegensatz zu früheren Spielen liegt der Schwerpunkt von Workers & Resources: Soviet Republic jedoch auf der Simulation der Wirtschaftssysteme kommunistischer Staaten während des Kalten Krieges.
Das Spiel wurde erstmals am 15. März 2019 im Online-Videospiel-Distributor Steam für PC unter Microsoft Windows veröffentlicht. Das Spiel erhielt positive Bewertungen im Early Access.
Am 20. Juni 2024 erfolgte die Veröffentlichung der Version 1.0. Gleichzeitig erschien der DLC Biomes, welcher neue Karten im Stil Südostasiens und der arabischen Staaten hinzufügte mit jeweils zum Setting passenden Grafiken und neuen Mechaniken wie dem Monsun, welcher Einfluss auf die Transportgeschwindigkeit auf Straßen hat.

## Entfernung von Steam
Im Februar 2023 war das Spiel zeitweise von Steam entfernt worden, nachdem ein Modder einen DMCA-Takedown erreicht hatte.